# Chalageri, Ranibennur
Chalageri là một làng thuộc tehsil Ranibennur, huyện Haveri, bang Karnataka, Ấn Độ.